# Runkolinja 600
La ligne 600 (en finnois : Runkolinja 600) est est une ligne de bus à haut niveau de service du réseau des bus de la région d'Helsinki en Finlande.

## Description
La ligne 600 a commencé à fonctionner le 15 août 2022, . 
Le tracé de la ligne s'étend entre la gare centrale d'Helsinki et l'aéroport d'Helsinki-Vantaa dans les zones de tarification 

A, 

B et 

C. 
La ligne a remplacé les lignes de bus 614 et 615, qui empruntaient le même itinéraire. 
L'intervalle de service est de dix minutes le jour et le soir, et la ligne est desservie plus fréquemment aux heures de pointe,.